# Sebastián Peratta
Sebastián Darío Peratta (Buenos Aires, Argentina, 1 de noviembre de 1976) es un exfutbolista argentino que jugaba de arquero. Actualmente se desempeña como director deportivo en Independiente Rivadavia de Mendoza.

## Biografía
Peratta realizó las divisiones inferiores en Morón Deportivo de la Primera "B" Argentina. Con él tuvo buenas actuaciones en el arco y destacó también por su capacidad para patear tiros libres al igual que José Luis Chilavert, uno de los jugadores a los cuales admira.
En 2003 Peratta llegó a Vélez Sársfield, donde ya había atajado su padre, Norberto, en los años 1970. A pesar de ser titular en el Apertura 2004 tras ese torneo fue suplente de Gastón Sessa. En 2005 fue parte del plantel de Vélez que obtuvo el Torneo Clausura pero solo jugó en el último partido del campeonato ante Arsenal. El arquero volvió a ser titular con Vélez luego de la partida de Sessa para el Apertura 2007, pero luego de una lesión de ligamentos debió abandonar el puesto que pasó a ocupar Germán Montoya. En julio de 2008 se fue de Vélez en común acuerdo con la dirigencia con el pase en su poder.
Arribó así a Newell's, donde fue contratado originalmente como arquero suplente. Sin embargo, una lesión del arquero titular le abrió la puerta del primer equipo.[cita requerida]
- Fue estudiante de Comercio Exterior en la Universidad de Morón.

## Clubes

### Como jugador
| Club              | País      | Año         | Goles |
| ----------------- | --------- | ----------- | ----- |
| Deportivo Morón   | Argentina | 1999 - 2003 | 1     |
| Vélez Sársfield   | Argentina | 2003 - 2008 | 1     |
| Newell's Old Boys | Argentina | 2008 - 2013 | 2     |
| Quilmes           | Argentina | 2013 - 2014 | 5     |
| Deportivo Morón   | Argentina | 2014 - 2015 | 5     |

### Como director deportivo
| Club                    | País      | Año       |
| ----------------------- | --------- | --------- |
| Newell's Old Boys       | Argentina | 2021-2023 |
| Independiente Rivadavia | Argentina | 2024-     |

## Palmarés

### Campeonatos nacionales
| Título           | Club              | País      | Año    |
| ---------------- | ----------------- | --------- | ------ |
| Primera División | Vélez Sarsfield   | Argentina | C-2005 |
| Primera División | Newell's Old Boys | Argentina | F-2013 |